# Blankaart
Blankaart é uma reserva natural situada no oeste da Bélgica. Tem uma área de 400 ha e inclui um lago com abundante vegetação ribeirinha. Entre os mamíferos destaca-se a lontra. Possui uma grande riqueza de aves: garças, abetouros, águias, etc.